# Mirna (rivier in Kroatië)

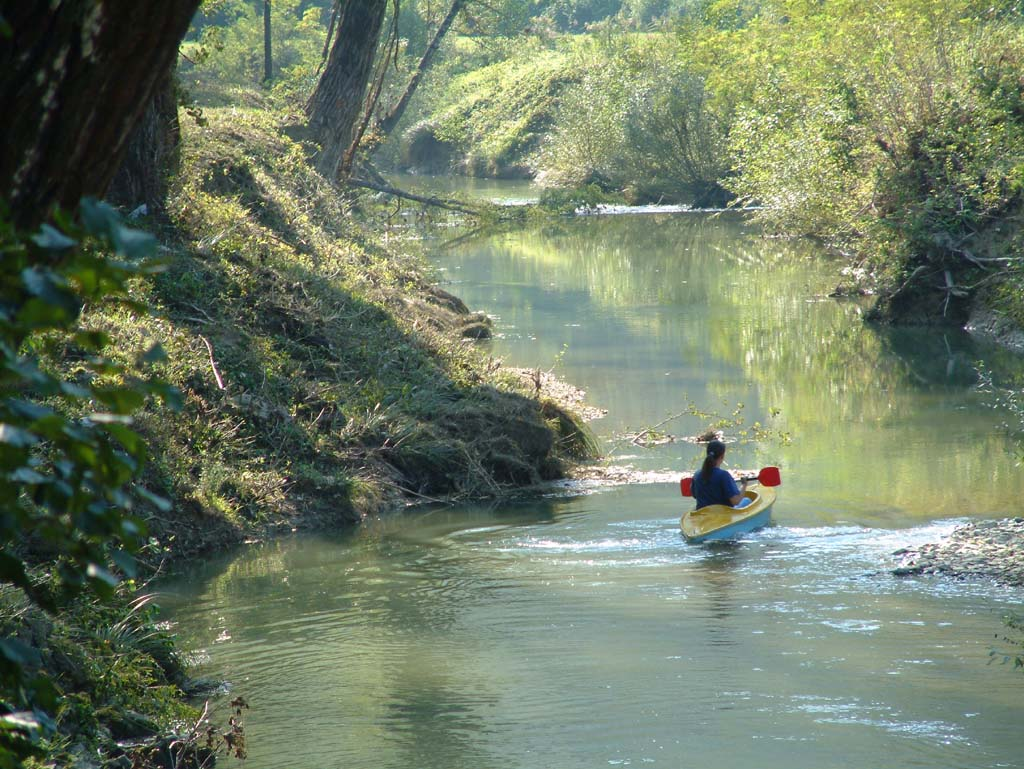
De Mirna

De Mirna (Kroatisch: Rijeka Mirna, Italiaans: Fiume Quieto, beide betekenen "kalme rivier") is een 53 kilometer lange rivier in de Kroatische provincie Istrië.
Ze ontspringt in Hum en mondt nabij Novigrad in de Adriatische Zee uit. Grotere plaatsen aan de rivier zijn Motovun en Buzet. Het gemiddelde debiet bedraagt 16 m³/s.